# Ворошилов, Владимир Яковлевич
Влади́мир Я́ковлевич Вороши́лов (до вступления в первый брак носил фамилию отца — Калманович; 18 декабря 1930, Симферополь, Крымская АССР, РСФСР, СССР — 10 марта 2001, Переделкино, Московская область, Россия) — советский и российский деятель телевидения, театральный художник и режиссёр; заслуженный работник культуры Российской Федерации (1994). Автор, режиссёр и ведущий телеигры «Что? Где? Когда?» (1975—2000), академик Академии российского телевидения. Первый президент Международной ассоциации клубов «Что? Где? Когда?» (1989—2001).

## Биография

### Происхождение
Родился 18 декабря 1930 года в Симферополе в еврейской семье. Отец — Яков Давидович Калманович (1908—1964), заведующий бюро рационализации, позже главный инженер Наркомата лёгкой промышленности и фабрики «Большевичка»; мать — Вера Борисовна Пеллех (1910—2002), швея-мотористка, занималась надомным пошивом одежды. Начало войны Владимир встретил в Киеве. Из Киева семья с матерью была эвакуирована на Урал. В 1948 году родители удочерили восьмимесячную девочку по имени Аня. В декабре 1952 года отец был арестован по ложному доносу.

### Образование и начало творческой карьеры
Учился в Московской средней художественной школе, которую называл «школой для одарённых детей». В 1949 году начал обучение в школе-студии МХАТ (постановочный факультет), спустя год перевёлся в Государственный художественный институт Эстонской ССР (ныне Эстонская академия художеств). Тема дипломной работы, выполненной в 1955 году во время обучения в Эстонии: «Декорации и костюмы к пьесам А. Н. Арбузова „Годы странствий“ и О. Голдсмита „Ночь ошибок“». Позже окончил Высшие режиссёрские курсы РСФСР, дипломный спектакль В. Я. Ворошилова на Высших курсах — «Шторм» (по пьесе В. Н. Билль-Белоцерковского) — был поставлен в 1967 году в Ставропольском театре драмы имени М. Ю. Лермонтова.
В 1955 году после окончания учёбы в Эстонии Владимир Ворошилов по распределению уехал в ГДР, где работал художником в театре группы советских войск: по своим воспоминаниям, он рисовал портреты девушек в ресторане, за что его предупреждали неоднократно и, в конце концов, уволили из театра, но на родину отправить не смогли, оставив его для создания стенгазеты и рисования тематических плакатов. В 1957—1982 годах был художником-постановщиком ведущих московских театров: МХАТа, Малого театра, Театра оперетты, театра им. М. Н. Ермоловой, театра им. Станиславского и других. Также работал режиссёром в Ставропольском театре драмы, театре «Современник» и в Театре на Таганке. В 1960 году, в частности, в театре имени М. Н. Ермоловой была поставлена пьеса М. Шатрова «Глеб Космачев», художником которой стал как раз Ворошилов.
Ворошилов считался в Москве модным художником, чьи постановки расценивались не только как новаторские, но и даже порой как скандальные. Многие современники вспоминали его как человека, часто вступавшего в конфликты с режиссёрами. Так, по словам Анатолия Лысенко, он был со скандалом уволен из Театра имени Ленинского комсомола из-за разногласий с главным режиссёром театра Борисом Толмазовым. Причиной для увольнения Ворошилова стали сломанные декорации: он разрушил потолок для спектакля, поскольку ему «нужен был столб света ночного неба». Однако уже вскоре был приглашён оформлять спектакль «Шестое июля» во МХАТе (автор пьесы М. Шатров), посвящённый событиям во время V Всероссийского съезда Советов. В средней части спектакля разыгрывалось восстание левых эсеров: по предложению Ворошилова эту часть решили сыграть на фоне карты России, которую нашли в музее В. И. Ленина и повесили по всей линии горизонта сцены. Премьера состоялась 30 апреля 1965 года и вызвала большой интерес у зрителей, а в 1970 году театр получил приглашение на гастроли в Лондон и руководство театра решило включить в репертуар пьесу Шатрова, что удачно было приурочено к 100-летию со дня рождения Ленина. Однако постановку пьесы в Лондоне осуществляли уже не с Ворошиловым, а с другим художником — Д. Боровским.

### Начало карьеры на телевидении
В 1966 году Владимир Ворошилов начал работать на телевидении, где он стал снимать телеспектакли и документальные фильмы. По его словам, работа на телевидении тогда считалась уделом неудачников, которым не нашлось места в кино или театре. В 1969 году он создал первую рекламную и игровую передачу на ЦТ СССР, получившую название «Аукцион» и выходившую в прямом эфире. Участники программы отвечали на вопросы о разных товарах от телевизоров до чая, а победители получали приз — разыгрываемый товар. В программе рекламировалось большое количество продуктов, вплоть до консервированных кальмаров, причём, по словам Анатолия Лысенко, за один день после выхода выпуска продавались годовые запасы товаров. Считается, что массовую продажу консервированных кальмаров Минрыбпром обеспечил только благодаря программе Ворошилова — в одном из выпусков он закатал в одну из банок янтарное ожерелье, чем и заинтересовал зрителей. Однако в эфир вышло всего шесть выпусков «Аукциона», прежде чем программа была снята с эфира. В последнем выпуске, вышедшем в феврале 1970 года, выступала группа бардов во главе с Сергеем Никитиным, исполнявшая в прямом эфире некие «неблагонадёжные песни», а идею их исполнения предложил Леонид Утёсов.
После закрытия «Аукциона» Ворошилов был переведён в разряд внештатников, которые занимались режиссёрской или сценаристской работой, и в кадре не появлялся, в связи с чем в первые годы существования передачи «Что? Где? Когда?» в титрах даже не указывалась его фамилия: редактор программы Наталия Стеценко писала в папках, сдаваемых на эфир: «Ведущего нет». Некоторые связывают это с тем, что руководство ЦТ СССР запретило Ворошилову появляться на экране. Ворошилов работал под псевдонимами, однако в случае соавторства свою фамилию в титрах просил часто не указывать, чтобы не обижать коллег. В 1970 году им был проведён первый в истории СССР телемост — Москва—Ташкент, также им был выпущен цикл передач «Рассказы о профессии». С 1970 по 1972 год он работал над программой «А ну-ка, парни!». Распространена ошибочная версия, что причиной закрытия программы стала гибель участника на съёмках в результате несчастного случая — это произошло на программе «Вираж», которая выходила в эфир в 80-е годы и Ворошилов не имел к ней отношения.
За активную творческую деятельность на телевидении и за смелость к экспериментам Ворошилова окрестили «Эдисоном телевизионной формы». Ворошилов был активным сторонником выхода передач в прямом эфире: телевидение в записи он называл презрительно «консервами», хотя сам во время первого прямого эфира испытывал «страх и ужас». Каждый раз увольнение с телевидения Ворошилов, который являлся страстным театралом, переносил очень тяжело. В дальнейшем (в том числе во время работы в программе «Что? Где? Когда?») Ворошилову предлагали вести курсы режиссёров, однако он постоянно отказывался, утверждая, что лучше, если будущие режиссёры сами будут смотреть его передачи и сами выбирать то, что необходимо для их творческих проектов.

### Ведущий «Что? Где? Когда?»
4 сентября 1975 года вышел первый выпуск телепередачи «Что? Где? Когда?» с подзаголовком «Семейная викторина». Игра представляла собой два раунда, снимавшихся дома у каждой семьи. Позже Ворошилов изменил концепцию программы, добавив такой элемент как волчок, с помощью которого выбирался отвечающий на вопросы игрок. За каждый верный ответ игрок выигрывал книгу. Первый выпуск в 1976 году в новом формате с участием студентов МГУ провёл Александр Масляков, но уже потом Ворошилов стал ведущим передачи — в 1977 году был утверждён классический формат, в котором с помощью волчка выбирался вопрос, а шесть человек по итогам минутного обсуждения давали ответ на вопрос. По мнению Ворошилова, эта новая интеллектуальная телеигра не только была уникальным советским продуктом и не создавалась по западным образцам, но и обладала серьёзным отличием от большинства иных телевикторин отечественного и иностранного телевидения: вопросы в его передаче составлялись так, чтобы оценивать не столько общие знания или эрудицию игроков, сколько интеллект и умение думать. Именно поэтому Ворошилов критически воспринимал появление программы «О, счастливчик!» на НТВ, поскольку в ней, по его мнению, от игрока для победы требуются преимущественно энциклопедические знания, а не умение думать. Участников для «Что? Где? Когда?» Ворошилов отбирал среди студентов, специально посещая для этого разные вузы СССР; со всеми игроками и кандидатами в клуб Ворошилов проводил отборочное тестирование — тренировки на раздумывание, на умение мыслить и на озарение.
Руководителем программы «Что? Где? Когда?» Ворошилов оставался на протяжении 25 лет, однако на протяжении долгих лет почти не появлялся в кадре. В передаче был слышен только его голос, ставший «визитной карточкой» Ворошилова благодаря узнаваемому тембру, а личность автора была раскрыта только в 1980 году. Всё это время Сергей Лапин делал вид, что не подозревает об активной деятельности Ворошилова в качестве телеведущего. Под давлением многочисленных писем от телезрителей и настойчивых просьб Эльдара Рязанова Ворошилов сдался и раскрыл личность. Первые 10 лет, по словам Ворошилова, ему пришлось вести передачу в записи, поскольку к идее прямого эфира относились настороженно, желая убедиться в аполитичности программы. Программа эволюционировала: помимо книг, с середины 1980-х годов знатокам и телезрителям стали предлагаться разные призы (игрушки и сувениры), что газета «Советская культура» восприняла настороженно, задавшись вопросом — не намереваются ли авторы программы в будущем дарить телезрителям и знатокам автомобили и шубы. Среди новинок клуба было правило, предложенное его пасынком и членом съёмочной группы программы Борисом Крюком: после первого же поражения команда покидала клуб знатоков. В те годы также появились «музыкальные паузы», в которых выступали разные звёзды отечественной и мировой эстрады. В 1986 году Ворошилов выступил в программе «Вокруг смеха» (32-й выпуск), задавая аудитории в зале шуточные вопросы от телезрителей. Стараниями Ворошилова на советском телевидении в рамках музыкальных пауз «Что? Где? Когда?» впервые были показаны выступления и клипы таких групп, как «Queen» (например, запись песни «We Are The Champions» с концерта Live Aid, выпуск программы за 1986 год), ABBA и Boney M.
26 декабря 1986 года в финальной игре всего сезона впервые за 11 лет существования передачи прозвучал вопрос с указанием Владимира Ворошилова в качестве автора вопроса. За этот вопрос ведущий получил «Хрустальную сову» как автор лучшего вопроса из команды телезрителей. В финале для определения автора лучшего вопроса Ворошилов проводил эксперимент со зрительским голосованием: сначала он просил всех зрителей, участвующих в голосовании, выключить телевизоры на 10 секунд, затем включить их обратно; затем он повторял свою просьбу к тем, кто голосовал за того или иного автора вопроса. По замерам потребляемой мощности в сети определялось количество зрителей, смотрящих передачу, и количество голосующих за ту или иную кандидатуру. По данным инженеров, в одном выпуске на предложение проголосовать таким образом откликнулись сразу 50 миллионов телезрителей. В финале в голосовании участвовали 48,6 % от всей потенциальной аудитории, и подавляющее большинство из участвовавших (96,2 %) высказалось за то, чтобы признать лучшим именно вопрос Владимира Яковлевича. Он принял приз, однако, испытывая крайние неудобства, передал его зрительнице в зале, представлявшей команду телезрителей.
В конце 1980-х годов передача получила и свой спортивный вариант. После проведения трёх международных сезонов — игр СССР—Болгария в 1987 году, игр с участием клубов Польши, Болгарии, США и Франции в 1988 году и клубов Чехословакии и Швеции в 1989 году появились как спортивная разновидность «Что? Где? Когда?», так и похожая по концепции телеигра между двумя командами знатоков «Брейн-ринг», выходившая с 18 мая 1990 года. Идею «Брейн-ринга» Ворошилов выдвинул ещё в 1982 году в книге «Феномен игры», предложив в качестве варианта игры поединок двух команд знатоков, и лично провёл первый цикл из семи выпусков. Но вскоре он ушёл из новой программы отчасти из-за занятости, а отчасти из-за желания не вмешиваться в творческий процесс. Он доверил пост ведущего «Брейн-ринга» члену клуба знатоков Андрею Козлову, позже ставшему и режиссёром телепрограммы. В том же 1990 году была основана фирма «Игра» (позже — телекомпания «Игра-ТВ»), занимавшаяся производством не только данных двух телепередач, но и других проектов, и Ворошилов стал первым её президентом. В дальнейшем он попытался продать лицензию на производство телеигры за рубежом, для чего даже посетил телевизионную биржу в Каннах и зарегистрировался на ней, однако, по словам Владимира Яковлевича, интерес к подобному формату за рубежом вообще отсутствовал: подобная игра терялась на фоне традиционных телевикторин, где проверялись знания и эрудиция игроков, а не их умение мыслить. В сентябре 1990 года вместе с Наталией Стеценко Ворошилов участвовал в закупке формата английской телеигры «Love at First Sight», поспособствовав появлению одной из первых программ на отечественном телевидении, созданных по лицензии, — программы «Любовь с первого взгляда». По его же инициативе соведущим телеигры вместо Андрея Козлова стал Борис Крюк. Однако данной передачей Ворошилов был заинтересован в меньшей степени, воспринимая её как образец низкопробности.
С конца 1991 года игра «Что? Где? Когда?» велась уже не на книги, а на деньги в формате «интеллектуального казино», где каждый мог заработать деньги своим собственным умом: идею денежных призов Ворошилов вынашивал ещё на заре передачи, однако она тогда не нашла понимания у заместителя главного редактора программ для молодёжи Центрального телевидения СССР Эдуарда Сагалаева. В новой версии у вопросов уже была своя стоимость в денежном эквиваленте, и деньги выигрывали как вся команда, так и игроки по отдельности. Игроки также могли делать ставки на сектора, как в игре в рулетку, и в случае удачной ставки стоимость выигрыша при верном ответе на вопрос возрастала. Для рекламы и финансирования программы Ворошилов приглашал разных спонсоров, выделяя им в некоторых сезонах сектора на игровом столе, однако на репетициях никогда не репетировал их представление, ограничиваясь лишь обязательствами в прямом эфире упомянуть спонсоров определённое количество раз. В 1990-е годы Ворошилов ввёл традицию сектора «Зеро», где, как правило, находились его авторские вопросы (в том числе и навеянные идеями от телезрителей). Для их оглашения он лично выходил в зал, зачитывал вопрос при знатоках, выслушивал обсуждение и уже затем проверял ответ знатоков. До 1995 года существовала традиция вручения лучшему игроку клуба красного пиджака, который позволял игроку остаться в клубе даже в случае поражения его команды: идея была реализована Ворошиловым после визита в Гонконг, где он нашёл мастера, сшившего шесть таких пиджаков. По словам Андрея Козлова, «новые русские» стали надевать малиновые пиджаки, как раз следуя моде, заданной Ворошиловым в клубе знатоков.
В ночь с 3 на 4 октября 1993 года в эфире РТР в резервной студии на Шаболовке выступила группа российских журналистов и телеведущих в связи с кровопролитными событиями в Москве: среди выступавших был и Владимир Ворошилов. В своей краткой речи, произнесённой от имени «избирателя», Ворошилов призвал и сторонников Бориса Ельцина, и его противников ни при каких обстоятельствах не допускать кровопролития, а также призвал обе противостоящие стороны «перестать клясться именем народа» и позволить гражданам России на свободных выборах выразить своё мнение о будущем страны. В дальнейшем Ворошилов неоднократно подчёркивал дистанцирование своей передачи от политики, которая, с его собственных слов, ему «осточертела».
В 1994 году Владимир Ворошилов стал одним из первых 12 академиков Академии российского телевидения, а в 1995 году отметил 20-летие своей программы, организовав «Игры бессмертных» с участием лучших знатоков и пригласив на финал года команду лучших телезрителей, взявших в финале верх над знатоками со счётом 6:5. По случаю 20-летия передачи Тамарой Гвердцители в эфире была исполнена песня «Виват, „Что? Где? Когда?“», посвящённая Ворошилову и его программе. В 1997 году его программа стала лауреатом премии «ТЭФИ». Она выходила на протяжении 25 лет на Первой программе ЦТ СССР, Первом канале Останкино и ОРТ — за исключением зимы 1999—2000 и осени 2000 годов, когда действовал пробный контракт с НТВ в связи с отказом ОРТ в продолжении выхода передачи из-за изменения сетки вещания. Помимо работы в «Что? Где? Когда?», 1 ноября 1997 года Владимир Ворошилов был председателем суда в программе «Суд идёт» на НТВ, в которой решался вопрос о целесообразности показа фильма Мартина Скорсезе «Последнее искушение Христа» на следующей неделе 9 ноября (решение было вынесено в пользу показа, что вызвало большой общественный резонанс).
Игроки передачи нередко отмечали честность, порядочность и дух состязательности Ворошилова, однако утверждали, что с ним тяжело работать из-за того, что Ворошилов был человеком конфликта. Он полагал, что творческие решения рождаются как раз во время конфликтов, поэтому считал страсть и все энергетические всплески необходимыми для плодотворной творческой деятельности. Многими пересказывается случай, когда Ворошилов умудрился за 10 минут дважды распорядиться об увольнении одного и того же сотрудника. Сам Ворошилов утверждал, что каждый выпуск передачи — это небольшой спектакль, в котором должны быть «интрига, взлеты и разочарования, озарения побед и драмы поражений», а его действия как режиссёра являются спонтанными и основываются на интуиции и импровизации. При этом Ворошилов утверждал, что не влиял на результат игры, считая важным сам процесс игры, «где красота вопроса соревнуется с красотой ответа». Он также неоднократно подумывал уйти с телевидения, но всякий раз отказывался, причём его отговаривали и родная мать, и врачи. В течение месяца после окончания любой из серии игр Ворошилов, с собственных слов, испытывал «ломку» — серьёзные физические и моральные мучения.
Осенью 2000 года состоялась экспериментальная серия игр «Что? Где? Когда?», в которой, помимо команд знатоков и телезрителей, впервые сыграла команда Интернета — команда, представленная пользователями сервиса Rambler, которые заранее регистрировались для участия в игре, а во время прямых эфиров сами вместе со знатоками давали ответы на игровые вопросы. Авторами этой идеи стали выдвинули руководитель управления маркетинга Rambler Михаил Ханов и председатель совета директоров компании «Русские фонды» Сергей Васильев, которые хотели заодно прорекламировать свой сервис и продемонстрировать аудитории возможности Интернета. Они провели переговоры сначала с продюсером программы Андреем Козловым, а затем и лично с Владимиром Ворошиловым, даже организовав для него чат с поклонниками телепередачи. Ворошилов одобрил идею, отметив её инновационность, а Rambler и Козлов занялись её последующей реализацией.

### Уход из «Что? Где? Когда?»
В 2000 году Ворошилов отмечал свой 70-летний юбилей, 50-летие своей творческой деятельности и 25-летие программы «Что? Где? Когда?», но отмечал, что хочет покинуть игру. На Юбилейных играх зимой 2000 года он поставил условие: знатоки должны были победить в финале года, чтобы игра не закрылась. В случае поражения Ворошилов намеревался однозначно уйти из программы и с высокой долей вероятности закрыть её окончательно. Согласно одному из его интервью, астрологи уверяли его, что игра просуществует 25 лет, и этот срок истекал как раз в 2000 году. В ходе Юбилейных игр за стол садились наиболее известные игроки 1970-х, 1980-х и 1990-х годов, победители Экспериментальной серии осени 2000 года (команда Александра Друзя и знатоки из команды Интернета) и дети известных знатоков («знатоки третьего тысячелетия», по выражению Ворошилова). 30 декабря Ворошилов провёл свою последнюю игру в эфире — финал года, который знатоки выиграли со счётом 6:5, добившись права на продолжение выхода передачи. После победы знатоков Владимир Яковлевич заявил, что примет любое решение знатоков о том, что дальше делать с передачей, и если они выступят за сохранение программы в эфире, то готов будет ещё ненадолго остаться там на посту ведущего. В этом же выпуске Ворошилов фигурировал среди кандидатов на пост второго магистра телеигры и занял 5-е место в голосовании, набрав 7432 голоса телезрителей.
В последние годы Ворошилов очень много болел: у него были стенокардия и высокое давление. Согласно своему интервью ОРТ, данному в декабре 2000 года, во время съёмок передач Владимир Яковлевич плохо себя чувствовал, а по воспоминаниям Анатолия Лысенко, чуть не потерял сознание на декабрьских съёмках. Тем не менее, Ворошилов ни на минуту не прекращал работу: он собирался после ухода из своей главной передачи написать книгу о работе телеведущего в прямом эфире и книгу о логике прихода озарений при обсуждении вопросов в телеигре. В дальнейшем обязанности ведущего программы «Что? Где? Когда?» он намеревался передать Борису Крюку, который давно работал в съёмочной группе программы и изучил механизм съёмок игры. Также Ворошилов думал реализовать концепцию нового развлекательного молодёжного канала: ранее он планировал разместить его на шестой кнопке, принадлежавшей тогда ТВ-6, но от Владимира Яковлевича в обмен на высокую должность в структуре канала потребовали покинуть передачу «Что? Где? Когда?», на что он не согласился.

### Смерть и похороны

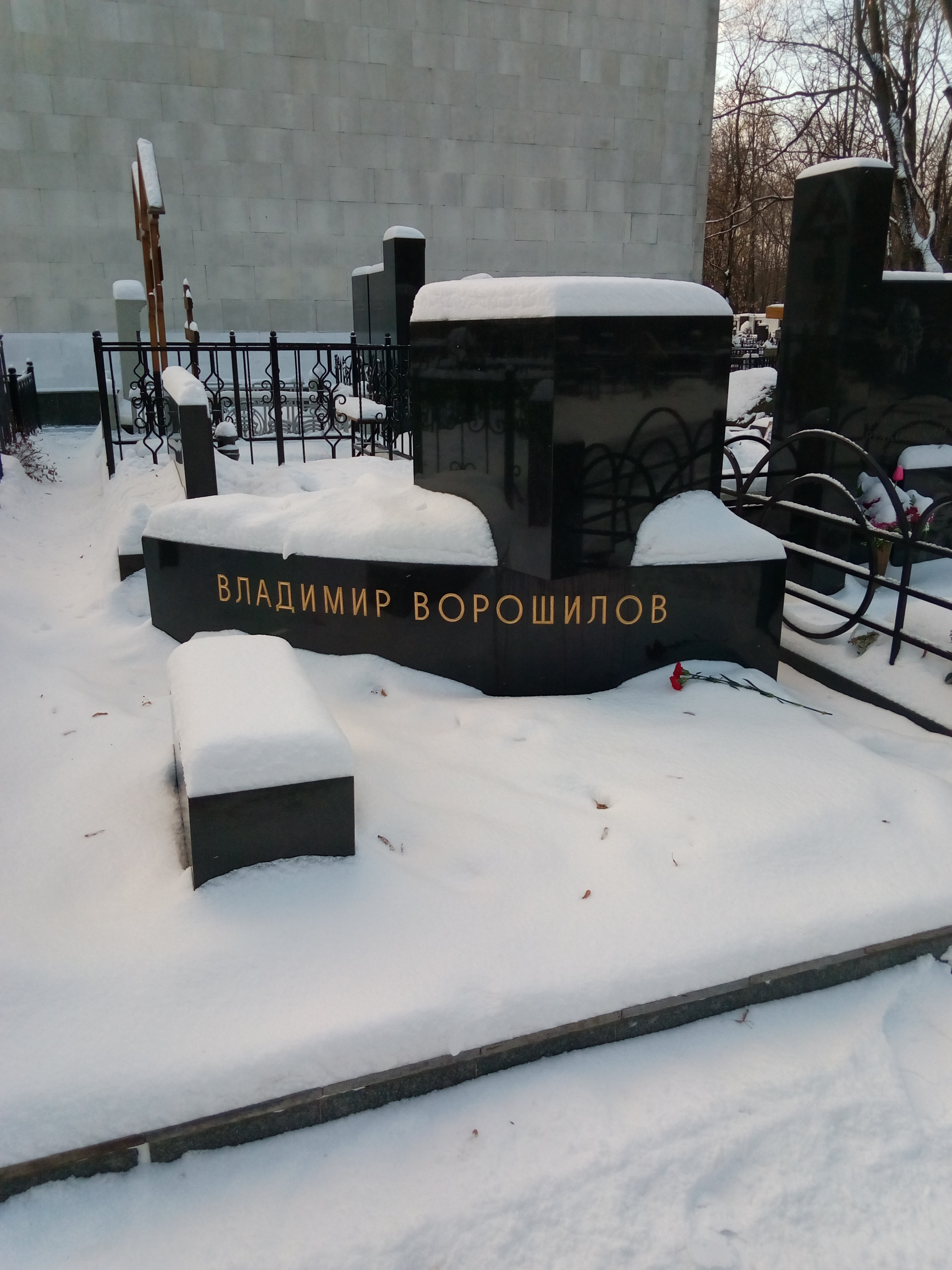
Могила Владимира Ворошилова на Ваганьковском кладбище Москвы

Меньше чем через три месяца после последнего выпуска «Что? Где? Когда?», 8 марта 2001 года в телефонном разговоре с Натальей Стеценко Владимир Яковлевич жаловался на боли, задаваясь вопросом, не стенокардия ли у него. Наталия Ивановна предложила Ворошилову обратиться к врачу, но он отказался это сделать, сославшись на занятость. Было известно, что он давно страдал от стенокардии и высокого давления. 10 марта около 17:00 Ворошилов, отправившийся в свою комнату, перенёс обширный инфаркт. Врачи скорой помощи по приезде лишь констатировали смерть от сердечного приступа, вызванного инфарктом миокарда. По словам Андрея Козлова, врачи не смогли бы ничего сделать, даже если Ворошилов был бы в стационаре. Владимиру Яковлевичу было 70 лет. Гражданская панихида прошла 13 марта 2001 года с 10:00 до 13:00 на съёмочной площадке телеигры «Что? Где? Когда?» в Нескучном саду. Владимира Ворошилова похоронили в 15:00 на Ваганьковском кладбище.

### Наследие Ворошилова
Программа продолжила существование уже с Борисом Крюком в качестве ведущего. Он некоторое время раздумывал о целесообразности продолжения передачи, однако на продолжении игры настояли Наталья Стеценко и Константин Эрнст. Летом 2001 года Крюк провёл серию игр по правилам Юбилейных игр 2000 года: для продолжения выхода игр знатокам надо было выиграть финал, но в этот раз также для продолжения требовалась поддержка зрителей. Знатоки победили в финале со счётом 6:4, а 91 % зрителей выступили за то, чтобы продолжить передачу. В первых встречах Крюк тщательно скрывал свою личность: его голос в эфире искажался, а в дикторской находился двоюродный брат Владимира Яковлевича, Юрий Борисович, которого некоторые знатоки принимали за нового ведущего.
В этой же серии память Ворошилова почтили минутой молчания перед началом первой игры и после вручения «Хрустальной совы» Виктору Сидневу в финале. В том же 2001 году Ворошилов был посмертно удостоен премии «ТЭФИ» в номинации «За личный вклад в развитие российского телевидения». В 2003 году на могиле В. Я. Ворошилова на Ваганьковском кладбище в Москве установлен памятник — куб из чёрного отполированного гранита, внешне напоминающий чёрный ящик и символизирующий загадку, с которой у современников ассоциировался Ворошилов. Монумент сооружён по проекту архитектора Никиты Шангина, участника игры с 1981 по 2005 год.

## Работы на телевидении
- 1967—1968 — «Письма войны»[2] — автор сценария и режиссёр; цикл из трёх документальных фильмов[49];
- 1968 — «Серебристый грибной дождь»[2] (телевизионный спектакль в прямом эфире по повести Валерия Осипова) — режиссёр (в главной роли — Александр Масляков);
- 1968 — «Хиросима»[2] (телевизионный спектакль) — автор и режиссёр;
- 1969—1970 — «Аукцион»[2] (первое рекламное шоу; в прямом эфире) — автор, режиссёр-постановщик и ведущий (соведущие — Анатолий Лысенко и Роман Синицын); в эфир вышло шесть выпусков;
- 1970 — «Контакт»[2] (первые телемосты) — режиссёр;
- 1972—1973 — «А ну-ка, парни!»[2] — автор, режиссёр и ведущий;
- 1973—1974 — «Рассказы о профессиях»[14] (цикл передач) — автор и режиссёр;
- 1975—2000 — «Что? Где? Когда?»[2] (телеигра; с 1986 года в прямом эфире) — автор, режиссёр-постановщик и ведущий;
- 1976 — «Наша биография. Год 1946»[2][50] (документальный фильм) — автор сценария и режиссёр;
- 1976 — «Наша биография. Год 1947»[2][51] (документальный фильм) — автор сценария и режиссёр;
- 1977 — «Спринт для всех» (спортивная игра) — режиссёр и ведущий (вместе с Александром Масляковым)[52]; в эфир вышло три выпуска;
- 1990 — «Брэйн ринг»[14][53] — автор идеи и ведущий;
- 1997 — «Суд идёт»[54] — ведущий (выпуск от 1 ноября).

## Документальные фильмы и программы о Ворошилове
- 2002 — «Владимир Ворошилов: „Игра — это репетиция жизни“»[55]. Режиссёр: Екатерина Калинина. Телекомпания «Игра-ТВ». Документальный фильм показан 15 марта 2002 года в эфире канала ОРТ после 1-й игры весенней серии[56].
- 2004 — «Звёзды эфира. Владимир Ворошилов» (две серии). Режиссёр: Дмитрий Грачёв. Телекомпания «Плазма». Документальный фильм показан 9 февраля 2004 года в эфире «Первого канала» в рамках блока передач «Новый день»[57][58][59].
- 2006 — «Профессия — телезвезда. За кулисами славы» (наряду с Ворошиловым рассказывается о других деятелях телевидения). Режиссёр: Алексей Тихомиров. Телекомпания «Единая Медиа Группа». Документальный фильм показан 22 мая 2006 года в эфире телеканала «Россия»[60][61].
- 2006 — «Как уходили кумиры. Владимир Ворошилов». Режиссёр: Дмитрий Куржанов. Телекомпания «ДТВ»[62].
- 2010 — «Владимир Ворошилов. Вся жизнь — игра». Режиссёр: Сергей Атаманов. Телекомпания «Профи-М». Документальный фильм показан 18 декабря 2010 года в эфире «Первого канала»[63][64].
- 2015 — «До первого крика совы». Режиссёр: Илья Ульянов. Телекомпания «Контраст». Документальный фильм показан 28 ноября 2015 года в эфире «Первого канала»[65].
- 2020 — «Легенды телевидения. Владимир Ворошилов». «Студия ДокТВ». Ведущий Александр Стриженов. Программа показана 30 апреля 2020 года в эфире канала «Звезда»[66].
- 2023 — «Галерея Звёзд. Владимир Ворошилов». Режиссёры Сергей Ковалёв, Дарья Пиманова. Компания «МИРмедиа». Ведущий Александр Олешко. Программа показана 23 декабря 2023 года в эфире канала «Звезда»[67].

## Личная жизнь

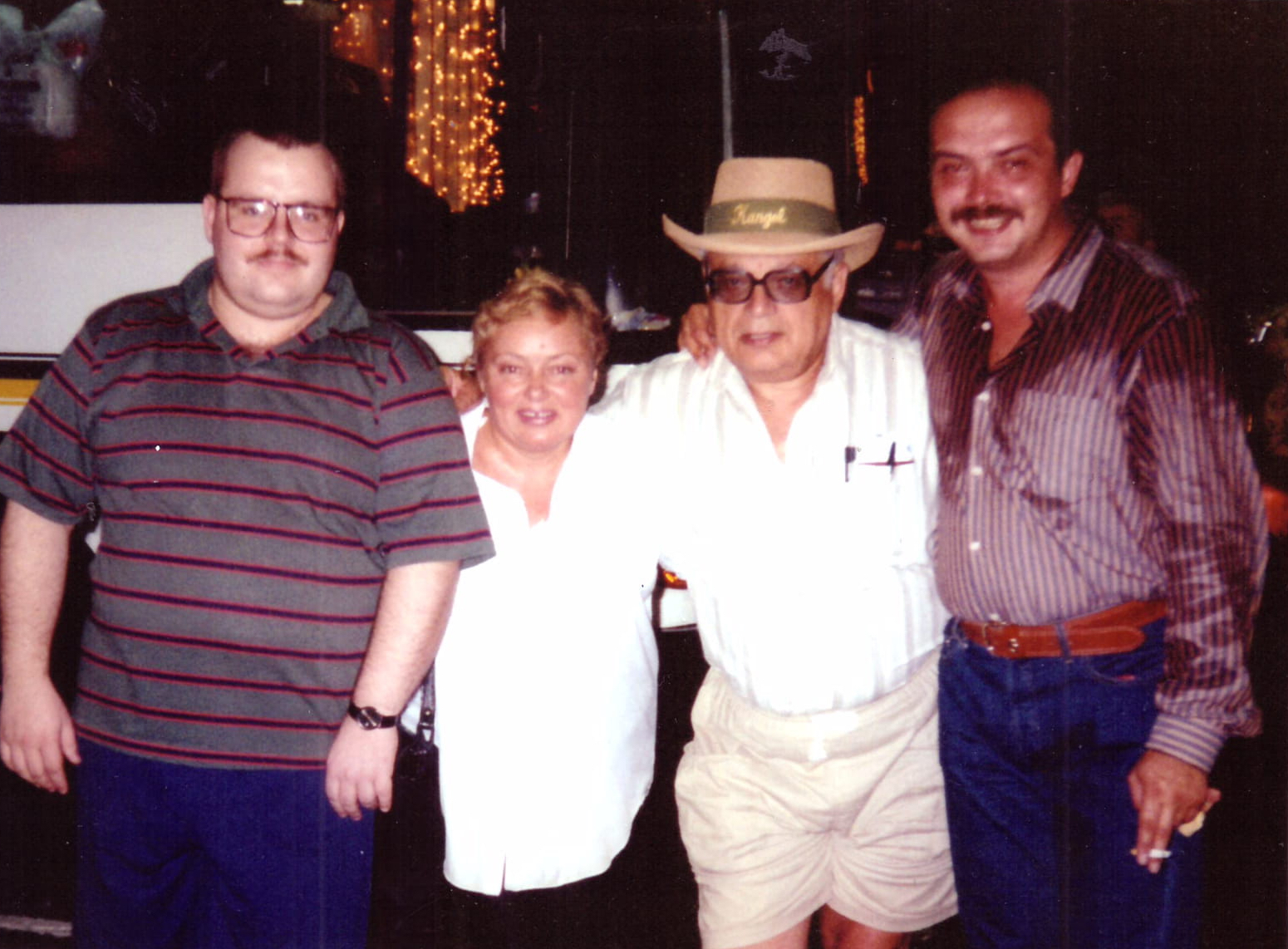
С женой Наталией Стеценко и знатоками Михаилом Кругом (слева) и Андреем Козловым, 1994

Официально Ворошилов был женат четыре раза. О происхождении первой супруги Владимира Яковлевича достоверно ничего неизвестно, кроме её фамилии — Ворошилова, которую взял себе Владимир Яковлевич. Предположительно, она была балериной. Второй супругой была искусствовед Татьяна Кукаркина, ранее состоявшая в браке с оператором и режиссёром Радомиром Василевским. Третья супруга — медсестра по фамилии Музыка. Последняя официальная жена Владимира Ворошилова — Наталия Стеценко, соавтор игры «Что? Где? Когда?», генеральный директор телекомпании «Игра-ТВ». В последние годы жизни состоял в фактическом браке с Натальей Климовой, однако брак со Стеценко официально расторгнут не был; по словам Анатолия Лысенко, у Ворошилова были отношения со многими женщинами. Пасынок — Борис Крюк (род. 1966; сын Наталии Стеценко), ранее ведущий передачи «Любовь с первого взгляда», с 2001 года ведущий программы «Что? Где? Когда?». Единственная родная дочь — Наталья (род. 1997; от Натальи Климовой).
Ворошилов любил жанр японской поэзии хокку и мировую живопись, был неравнодушен к шахматам, а также увлекался садоводством, сажая вишни, груши и черешни на своей даче. Из собственных произведений живописи высоко оценивал портреты своей жены Наталии Стеценко. Его любимой маркой автомобилей был Jaguar. Среди работников телевидения Ворошилова называли «Дедом», «Дедушкой» и «Мастером». Бросил курить и не играл в азартные игры, хотя не отказывался от шампанского; по словам Бориса Крюка, вообще не умел готовить. Мастерство художника помогало ему в быту: однажды во время пребывания в Париже Ворошилов перенёс приступ язвы, но объясниться на французском с врачами не мог. С помощью рисунков он всё же сумел пояснить врачам суть своей проблемы и получить рецепт и рекомендации. Ворошилов мечтал переехать во Францию с матерью, однако она настоятельно отказывалась от этого, ссылаясь на слабое здоровье.
Мать Ворошилова Вера Борисовна, по словам самого Владимира Яковлевича, была не просто одной из ярых поклонниц «Что? Где? Когда?», но и его основным источником вдохновения для продолжения его работы на телевидении (в том числе и в передаче). Всякий раз она убеждала его продолжить работу, когда Ворошилов подумывал уйти с телевидения.

## Награды
- 1994 — Заслуженный работник культуры Российской Федерации (12 января 1994) — за заслуги в области культуры и многолетнюю плодотворную работу[71].
- 1996 — финалист премии «ТЭФИ» в номинации «За личный вклад в развитие отечественного телевидения».
- 1997 — премия «ТЭФИ» за программу «Что? Где? Когда?».
- 2001 — премия «ТЭФИ» за программу «Что? Где? Когда?» (посмертно).
- 2001 — премия «ТЭФИ» в номинации «За личный вклад в развитие российского телевидения» (посмертно).
- 2023 — именная звезда[72] в историко-познавательном комплексе «Галерея Звёзд» у подножия Останкинской телебашни. Торжественное открытие состоялось 21 ноября 2023 года[73].

## Комментарии
1. ↑  Фамилия отца в некоторых документах писалась как Колманович[3]

### Книги и публикации
- Ворошилов В. Я. Заметки театрального художника. — М.: Советская Россия, 1978. — (Библиотечка «В помощь художественной самодеятельности», № 24).
- Ворошилов В. Я. Феномен игры. — М.: Советская Россия, 1982. — (Библиотечка «В помощь художественной самодеятельности», № 23).
- Ряд статей о телевидении

### О Владимире Ворошилове
- Феномен «Что? Где? Когда?» / сост. А. Корин. — М.: Эксмо, 2002. — 319 с. — ISBN 5-699-00978-7.
- Варпаховский Л. В. Наблюдения. Анализ. Опыт. — М.: ВТО, 1978. — 280 с.